# Jahor Zubovič
Jahor Vjačaslavavič Zubovič (in bielorusso Ягор Вячаслававіч Зубовіч?, angl. Yahor Zubovich; Uzda, 1º giugno 1989) è un calciatore bielorusso, attaccante del Nëman.

## Caratteristiche tecniche
È un centravanti.

## Carriera

### Club
Nel gennaio del 2008 conclude il suo contratto con il Partizan Minsk che svincola il calciatore. Zubovič viene acquistato a parametro zero dalla Dinamo Minsk che lo cede in prestito alla Torpedo Zhodino per la stagione 2009. Rientrato dal prestito, nel gennaio del 2010 la Dinamo non gli rinnova il contratto. Il Partizan Minsk lo acquista nuovamente, sempre a parametro zero. Per la stagione 2010 è un calciatore del Partizan. Nel gennaio del 2011 la società di Minsk lo cede per 25.000 euro al Belšyna di Babrujsk. Dopo aver giocato nel Belšyna per una sola annata viene acquistato dai polacchi del Jagiellonia Białystok in cambio di 120.000 euro. La società polacca decide di rigirarlo in prestito al Naftan, rimanendo in patria anche per la stagione 2012.

## Palmarès

### Club

#### Competizioni nazionali
- Coppa di Bielorussia: 3

Naftan: 2011-2012
Neman: 2023-2024, 2024-2025